# Whip Whip
Whip Whip è un singolo del rapper italiano Rhove, pubblicato il 19 maggio 2023.

## Video musicale
Il video è stato diretto da Mattia Bonanno ed è stato reso disponibile il 19 maggio 2023.

## Tracce
Testi e musiche di Rhove e Cassel Beats.
1. Whip Whip – 1:58

## Classifiche
| Classifica (2023) | Posizione massima |
| ----------------- | ----------------- |
| Italia            | 22                |